# Народний ансамбль танцю «Віночок»
Народний ансамбль танцю «Віночок» — хореографічний колектив народного танцю міського Палацу культури м. Олександрія, Кіровоградської області.

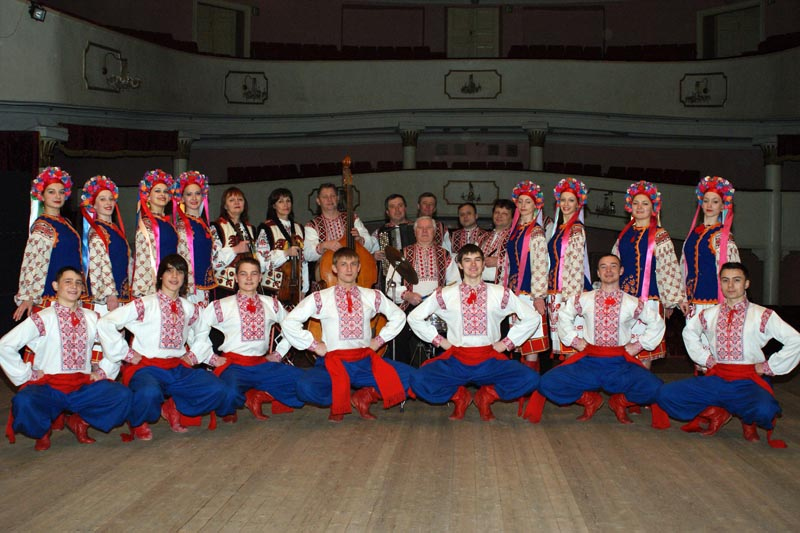

## Історія
Історія колективу почалася у 1963 році. Саме тоді у будинку культури електромеханічного заводу м. Олександрія були зроблені його перші танцювальні кроки. Організатором колективу став Роман Васильович Мадзяк.
У 1968 році колективу "Віночок" присвоєно звання "народний", розпочалися перші гастрольні поїздки.
У період 1972-1973 рр. колективом керував Бахчеван Василь Фомич, який за час співпраці з колективом вніс суттєві зміни в його роботу, дав поштовх до подальшого вдосконалення.

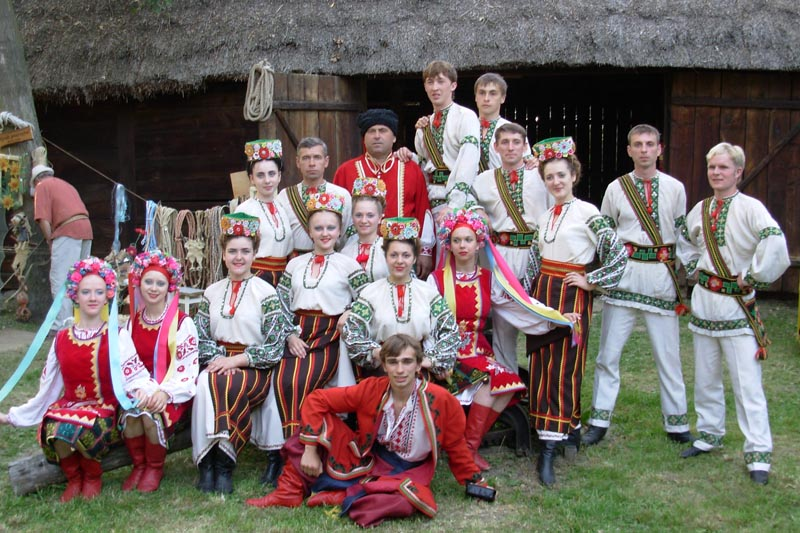

1974 року творчий шлях "Віночка" продовжив Олександр Іванович Гулак. В цей час колектив став  Дипломантом Першого Всесоюзного фестивалю, давав концерти в містах області та країни. Розпочалися гастролі до інших країн - Молдови, Португалії, Німеччини, Туреччини, Греції, Угорщини.
З 1990 по 1993 рік колективом керував Сергій Іванович Говера. Під час його керівництва "Віночок" став Лауреатом Першого Всеукраїнського фестивалю самодіяльного хореографічного мистецтва.

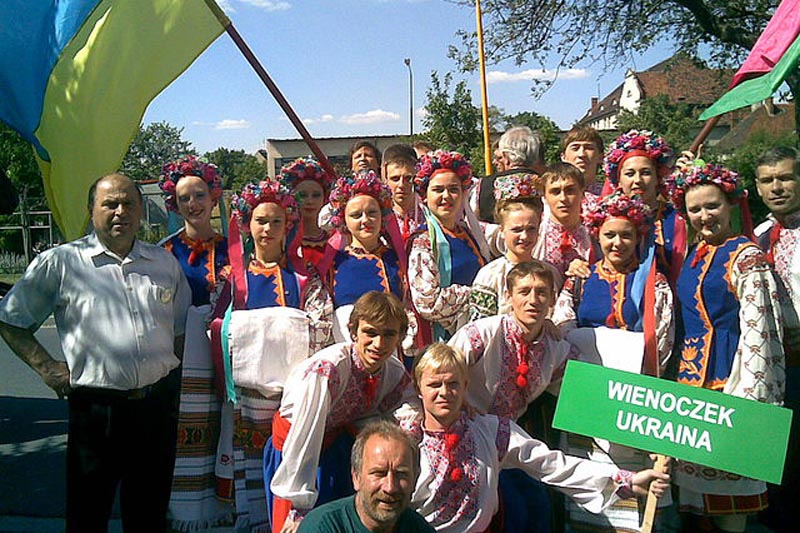

1993 року колектив очолив заслужений працівник культури України Григорій Петрович Абажей.
Народний ансамбль танцю "Віночок" бере участь у обласних, всеукраїнських конкурсах і фестивалях. Учасник Міжнародного фестивалю українського фольклору "Берегиня" (м. Луцьк, 1994 р.), фестивалю-конкурсу нородної хореографії "Гопак" ім. В. Авраменка (м. Корсунь-Шевченківський, 1995 р.), Всеукраїнського фестивалю-конкурсу народної хореографії ім. П. Вірського (м. Дніпропертровськ, 2002, 2003, 2007 рр.), Міжнародного фестивалю "Фольклор-2006" (м. Яроцин, Польща 2006 р.), виступає на звітних концертах Кіровоградської області в м. Києві ([[2000]], 2004 рр.),  та ін.
Репертуар ансамблю "Віночок" дуже різноманітний, яскравий, самобутній - є синтезом збирання, вивчення та художньої обробки народного танцю і творчого досвіду провідних митців України.

## Нагороди
- Срібна медаль Республіканського оргкомітету (1972 р.)
- Лауреат Всесоюзних оглядів самодіяльної художньої творчості (1983, 1985 рр.)
- Лауреат II Всесоюзного фестивалю народної творчості (1987 р.)
- Лауреат I Всеукраїнського фестивалю самодіяльного хореографічного мистецтва (м. Рівне, 1993 р.)
- Дипломант І ступеню в номінації "Хореографія" (1997 р.)
- Гран-прі на фестивалі "Крок на зустріч" (м. Бобринець, 1997 р.)
- Дипломант Другого Міжнародного фольклорного фестивалю етнографічних регіонів України "Родослав" (м. Івано-Франківськ, 2002 р.)[3]
- І місце на Всеукраїнському фестивалі "Верховиця степова криниця" (м. Каховка, 2005 р.)